# Phytoecia tatyanae
Phytoecia tatyanae – gatunek chrząszcza z rodziny kózkowatych i podrodziny zgrzypikowych (Lamiinae).
Gatunek ten opisany został w 2010 roku przez Jurija E. Skryl´nika.
Samce osiągają od 7,5 do 7,7 mm, a samice od 8,3 do 8,9 mm długości ciała. Ubarwienie jest czarne z żółtawo rozjaśnionymi nasadami goleni, a pokrywami żółtymi z czarnymi: barkami, szerokim pasem poprzecznym i szerokim pasem wzdłuż szwu, niesięgającym tarczki. Owłosienie ciała jest gęste, jasnożółte, złożone z włosków sterczących jak i położonych. Samce mają czułki nieco dłuższe, a samice nieco krótsze od ciała. Przedtułów jest walcowaty, nieco szerszy na przedzie niż na tylnym brzegu. Nabrzmiałości przedplecza mogą być pełne u samic, natomiast u samców są zredukowane. Płaskie pokrywy zwężają się stopniowo ku osobno zaokrąglonym wierzchołkom, a ich punktowanie jest wyraźne z przodu i zanikające z tyłu.
Owad znany z prowincji Bamian i Kabul w środkowym Afganistanie. Zasiedla wysokogórskie środowiska półpustynne. Imagines poławiano w czerwcu i lipcu na wysokościach 2700–3200 m n.p.m..